# Дербинка (Псковская область)
Дербинка — деревня в Краснопрудской волости Псковского района Псковской области России.
Расположена в 7 км к югу от волостного центра Кирово и в 39 км к югу от города Пскова.
Численность населения деревни по состоянию на 2000 год составляла 1 житель.